# Шелубей (озеро)
Шелубе́й — озеро в Теньгушевском районе Республики Мордовия, неподалёку от села Шелубей.
Озеро старичного типа, расположено в пойме Мокши и является одной из самых крупных и глубоких стариц этой реки. Длина озера 2200 метров, ширина — около 100 метров, средняя глубина — 3 метра. Вода в озере пресная, чистая, прозрачная.
С севера и северо-запада берега озера более высокие, покрыты черноольшаником с примесью других пород деревьев. На западном берегу растёт реликтовая дубрава, переходящая в смешанный лес по берегу Мокши. С юго-восточной стороны берег пологий, к нему примыкают пойменные луга. На восточном берегу — пойменные и участки суходольных лугов. С южной стороны имеются небольшие труднопроходимые заболоченные участки.
В озере зарегистрировано около 28 видов сосудистых водных растений, в том числе несколько видов, занесённых в Красную книгу Республики Мордовия и «Список редких и уязвимых видов, нуждающихся в постоянном контроле и наблюдении», таких как: Рдест злаковый (Potamogeton gramineus), Частуха злаколистная (Alisma gramineum), Кувшинка чисто-белая (Nymphea candida), Кубышка жёлтая (Nuphar lutea). Встречаются редкие для Мордовии виды насекомых, животных и птиц.
Постановлением Совета Министров Мордовской АССР от 30 октября 1974 года Озеро Шелубей объявлено особо охраняемой природной территорией — памятником природы республиканского значения